# アメリカ陸軍総軍
アメリカ陸軍総軍（英語: United States Army Forces Command: FORSCOM）は、アメリカ陸軍の主要司令部である。世界各国に展開している地域別統合軍に対し、戦闘可能な陸軍部隊を提供することを任務としている。ノースカロライナ州フォート・ブラッグに司令部を置き、750,000人以上の常備軍、陸軍予備役、陸軍州兵から構成されている。アメリカ陸軍総軍は、1973年7月1日に、それまでの旧大陸陸軍に代わり設置された。旧大陸陸軍は、陸軍地上軍と陸軍野戦軍に起源を持つ。

## 任務と目的
任務：「アメリカ陸軍総軍は、地域別統合軍が、その要求を満たす戦闘準備が整った陸軍部隊を常に編制、維持できるために、世界的に対応可能な陸軍部隊を準備し、訓練することを任務とする。」
目的：「アメリカ陸軍総軍は、戦闘準備を整えた世界的な対応力を有する陸軍部隊であり、十分に統制され、準備され、訓練された状態において、国際的に展開する。」

## 概要
アメリカ陸軍総軍は、アメリカ陸軍をより機動的に展開可能な打撃力を有する部隊に向上させることに焦点を当てている。モジュラーフォース改編が進められていることにより、地域別統合軍を支援するために利用可能な部隊の数が増加している。
機甲、歩兵、空挺、空中強襲、ストライカーなどの新しい旅団レベルの部隊の能力は、より柔軟性を高めており、アメリカ陸軍総軍は、そのような部隊を訓練し、戦闘準備を整え、迅速に展開する能力を有している。そのためにアメリカ陸軍総軍は、カリフォルニア州フォート・アーウィンのナショナル・トレーニング・センター、ルイジアナ州フォート・ポークの統合即応訓練センターなど、15の施設に主要な訓練部隊を配置している。
2005年の基地再編・閉鎖委員会 (Base Realignment and Closure Commission) の勧告に従い、アメリカ陸軍総軍は、ジョージア州フォート・マクファーソンからノースカロライナ州フォート・ブラッグに司令部を移転している。

## 系譜
- アメリカ陸軍地上軍 (U.S. Army Ground Forces) 、1942年–1948年
- アメリカ陸軍野戦軍 (U.S. Army Field Forces)、1948年–1955年
- 大陸陸軍 (Continental Army Command (CONARC) ) 、 1955年–1973年
- アメリカ陸軍総軍 (U.S. Army Forces Command) 、 1973年–1987年
- アメリカ軍総軍 (特定司令部) (U.S. Forces Command (Specified Command) ) 、 1987年–1993年
- アメリカ陸軍総軍 (U.S. Army Forces Command) 、 1993年–現在

## 現在の編制
冷戦中のアメリカ陸軍総軍は、第1軍、第4軍、第5軍、第6軍など、アメリカ本土を管轄地域とする軍を指揮下に入れていた。時期により指揮下にある軍は変わったが、1980年代から1990年代半ばにかけて、陸軍予備役部隊と陸軍州兵部隊を担当していた。
現在でも、アメリカ陸軍総軍は、アメリカ陸軍予備役コマンドと第1軍を指揮下に置いている。アメリカ陸軍総軍は、他にテキサス州フォート・フッドの第3軍団、ケンタッキー州フォート・ノックスの第5軍団、ノースカロライナ州フォート・ブラッグの第18空挺軍団を指揮している。第1軍と3個軍団には、合計で9個師団、1個騎兵連隊、様々なタイプの37個支援旅団、及びその他の軍団の戦闘、戦闘支援、後方支援を担当する部隊が含まれている。
第1軍は、アメリカ陸軍総軍内の予備役部隊と州兵部隊の訓練、動員、配備支援を担当している。そして2つの管区隊が置かれており、それぞれ管轄区域内でアメリカ陸軍総軍の任務を実行している。第1軍は、イリノイ州ロックアイランドアーセナルに司令部を置き、アメリカ陸軍総軍への報告義務を負う。なお、第1軍の管轄区域は、アメリカ本土の他にプエルトリコを含んでいる。

## アメリカ陸軍予備役コマンド
アメリカ陸軍総軍の主要な下位コマンドは、アメリカ陸軍予備役コマンド (USARC) であり、アメリカ陸軍総軍と同じノースカロライナ州フォート・ブラッグに司令部を置いている。アメリカ特殊作戦軍に配属された部隊を除く、アメリカ合衆国本土の全ての陸軍予備役部隊を指揮している。陸軍予備役の兵力は、約189,500人である。

## 陸軍州兵
陸軍州兵は、8個の州兵戦闘師団、15個の旅団、様々な兵科の戦闘支援部隊及び後方支援部隊がバランスよく配置され、必要に応じてアメリカ陸軍総軍に編入される。
現在、陸軍州兵の兵力は約336,000人である。陸軍州兵を動員し、現役の連邦軍に動員すれば、アメリカ陸軍総軍の戦力は、アメリカ陸軍の総兵力の3分の2に達することになる。

## 編制
- アメリカ陸軍予備役コマンド、ノースカロライナ州フォートブラッグ
- 第1軍、イリノイ州ロックアイランドアーセナル
  - 第1軍東部管区隊、ケンタッキー州フォートノックス
    - 第4騎兵旅団、ケンタッキー州フォートノックス
    - 第72野戦砲兵旅団、ニュージャージー州フォートディックス
    - 第87陸軍予備役支援コマンド、 アラバマ州ホレス・B・ハンソン・アメリカ陸軍予備役センター
    - 第157歩兵旅団、インディアナ州キャンプ・アタベリー
    - 第158歩兵旅団、ミシシッピ州キャンプ・シェルビー
    - 第174歩兵旅団、ニューヨーク州フォートドラム
    - 第177機甲旅団、ミシシッピ州キャンプ・シェルビー
    - 第188歩兵旅団、ジョージア州フォートスチュワート

  - 第1軍西部管区隊、テキサス州フォートフッド
    - 第5機甲旅団、テキサス州フォートブリス
    - 第85陸軍予備役支援コマンド、イリノイ州ポール・G・シュルスタッド大佐アメリカ陸軍予備役センター
    - 第120歩兵旅団、テキサス州フォートフッド
    - 第166航空旅団、テキサス州フォートフッド
    - 第181歩兵旅団、ウィスコンシン州フォートマッコイ
    - 第189歩兵旅団、ワシントン州フォートルイス
    - 第402野戦砲兵旅団、テキサス州フォートブリス
- 第3軍団、テキサス州フォートフッド
  -  第1歩兵師団、カンザス州フォートライリー
    - 第1機甲旅団戦闘団
    - 第2機甲旅団戦闘団
    - 第1歩兵師団砲兵隊
    - 戦闘航空旅団
    - 維持旅団

  -  第1騎兵師団、テキサス州フォートブリス
    - 第1機甲旅団戦闘団
    - 第2機甲旅団戦闘団
    - 第3機甲旅団戦闘団
    - 第1騎兵師団砲兵隊
    - 戦闘航空旅団
    - 維持旅団

  -  第1機甲師団、テキサス州フォートブリス
    - 第1機甲旅団戦闘団
    - 第2機甲旅団戦闘団
    - 第3機甲旅団戦闘団
    - 第1機甲師団砲兵隊
    - 戦闘航空旅団
    - 維持旅団

  -  第4歩兵師団、コロラド州フォートカーソン
    - 第1ストライカー旅団戦闘団
    - 第2ストライカー旅団戦闘団
    - 第3機甲旅団戦闘団
    - 第4歩兵師団砲兵隊
    - 戦闘航空旅団
    - 維持旅団

  - 第11通信旅団、テキサス州フォートフッド
  - 第75野戦砲兵旅団、オクラホマ州フォートシル
  - 第36工兵旅団、テキサス州フォートフッド
  - 第3騎兵連隊、テキサス州フォートフッド
  - 第504軍事情報旅団、テキサス州フォートフッド
  - 第89憲兵旅団、テキサス州フォートフッド
  - 第1衛生旅団、テキサス州フォートフッド
  - 第13維持コマンド、テキサス州フォートフッド
- 第5軍団、ケンタッキー州フォートノックス
- 第18空挺軍団、ノースカロライナ州フォートブラッグ
  -  第3歩兵師団、ジョージア州フォート・スチュワート
    - 第1機甲旅団戦闘団
    - 第2機甲旅団戦闘団
    - 第48歩兵旅団戦闘団 (ジョージア州陸軍州兵)
    - 第28歩兵連隊第1大隊、ジョージア州フォート・ベニング
    - 第3歩兵師団砲兵隊
    - 戦闘航空旅団
    - 維持旅団

  -  第10山岳師団、ニューヨーク州フォートドラム
    - 第1歩兵旅団戦闘団
    - 第2歩兵旅団戦闘団
    - 第3歩兵旅団戦闘団、ルイジアナ州フォートポーク
    - 第10山岳師団砲兵隊
    - 戦闘航空旅団
    - 第10維持旅団

  -  第82空挺師団、ノースカロライナ州フォートブラッグ
    - 第1歩兵旅団戦闘団 (空挺)
    - 第2歩兵旅団戦闘団 (空挺)
    - 第3歩兵旅団戦闘団 (空挺)
    - 第82空挺師団砲兵隊
    - 第1歩兵旅団戦闘団
    - 維持旅団

  -  第101空挺師団、ケンタッキー州フォート・キャンベル
    - 第1歩兵旅団戦闘団 (空中強襲)
    - 第2歩兵旅団戦闘団 (空中強襲)
    - 第3歩兵旅団戦闘団 (空中強襲)
    - 第101空挺師団砲兵隊
    - 戦闘航空旅団
    - 維持旅団

  - 第18野戦砲兵旅団、ノースカロライナ州フォートブラッグ
  - 第20工兵旅団、ノースカロライナ州フォートブラッグ
  - 第16憲兵旅団、ノースカロライナ州フォートブラッグ
  - 第3維持コマンド(遠征)、ノースカロライナ州フォートブラッグ
  - 第7輸送旅団、バージニア州フォート・ユースティス
  - 第525軍事情報旅団、ノースカロライナ州フォートブラッグ
  - 第35通信旅団、ジョージア州フォートゴードン
  - 第44衛生旅団、ノースカロライナ州フォートブラッグ
  - 第83民事旅団、ノースカロライナ州フォートブラッグ
- 治安部隊支援コマンド、ノースカロライナ州フォートブラッグ
  - 第1治安部隊支援旅団、ジョージア州フォート・ベニング
  - 第2治安部隊支援旅団、ノースカロライナ州フォートブラッグ
  - 第3治安部隊支援旅団、テキサス州フォートフッド
  - 第4治安部隊支援旅団、コロラド州フォートカーソン
  - 第5治安部隊支援旅団、ワシントン州ルイス・マッコード統合基地
  - 第54治安部隊支援旅団 (陸軍州兵)
- 第20支援コマンド (CBRNE)、メリーランド州アバディーン性能試験場
  - 第48化学旅団、テキサス州フォートフッド
  - 第52兵器群 (爆発物処理)、ケンタッキー州フォート・キャンベル
  - 第71兵器群 (爆発物処理)、コロラド州フォートカーソン
- 第32陸軍航空・ミサイル防衛コマンド、テキサス州フォートブリス
  - 第11防空砲兵旅団、テキサス州フォートブリス
  - 第31防空砲兵旅団、ケンタッキー州フォート・キャンベル
  - 第69防空砲兵旅団、テキサス州フォートフッド
  - 第108防空砲兵旅団、ノースカロライナ州フォートブラッグ
- 航空管制業務コマンド、アラバマ州フォートラッカー
- ナショナル・トレーニング・センター
- 統合即応訓練センター